# Cathédrale Saint-Emmanuel de Yei
La cathédrale Saint-Emmanuel située à Yei, capitale de l'état du Équatoria-Central au Soudan du Sud, est le siège de l'évêque du diocèse de Yei.